# Kabinett Sorsa I
Das Kabinett Sorsa I war das 56. Kabinett in der Geschichte Finnlands. Es wurde am 4. September 1972 vereidigt und amtierte bis zum 13. Juni 1975. Beteiligte Parteien waren Sozialdemokraten (SDP), Zentrumspartei (KESK), Schwedische Volkspartei (RKP) und Liberale Volkspartei (LKP).

## Minister
| Ressort                                             | Name                | Partei     | Amtszeitbeginn     | Amtszeitende       |
| --------------------------------------------------- | ------------------- | ---------- | ------------------ | ------------------ |
| Ministerpräsident                                   | Kalevi Sorsa        | SDP        | 4. September 1972  | 13. Juni 1975      |
| Stellvertretender Ministerpräsident                 | Ahti Karjalainen    | KESK       | 4. September 1972  | 13. Juni 1975      |
| Minister im Büro des Ministerpräsidenten            | Matti Louekoski     | SDP        | 15. Mai 1977       | 26. Mai 1979       |
| Äußeres                                             | Ahti Karjalainen    | KESK       | 4. September 1972  | 13. Juni 1975      |
| Minister im Außenministerium                        | Jussi Linnamo       | SDP        | 4. September 1972  | 5. Mai 1973        |
| Minister im Außenministerium                        | Jermu Laine         | SDP        | 5. Mai 1973        | 13. Juni 1975      |
| Justiz                                              | Matti Louekoski     | SDP        | 4. September 1972  | 13. Juni 1975      |
| Inneres                                             | Heikki Tuominen     | unabhängig | 4. September 1972  | 13. Juni 1975      |
| Minister im Innenministerium                        | Pekka Tarjanne      | LKP        | 4. September 1972  | 13. Juni 1975      |
| Verteidigung                                        | Kristian Gestrin    | RKP        | 4. September 1972  | 30. September 1974 |
| Verteidigung                                        | Carl-Olaf Homén     | RKP        | 1. Oktober 1974    | 13. Juni 1975      |
| Finanzen                                            | Johannes Virolainen | KESK       | 4. September 1972  | 13. Juni 1975      |
| Minister im Finanzministerium                       | Esko Niskanen       | SDP        | 4. September 1972  | 13. Juni 1975      |
| Minister im Finanzministerium                       | Heikki Tuominen     | unabhängig | 30. September 1974 | 13. Juni 1975      |
| Bildung                                             | Ulf Sundqvist       | SDP        | 4. September 1972  | 31. Mai 1974       |
| Bildung                                             | Varma Kallio        | SDP        | 1. Juni 1974       | 9. September 1974  |
| Bildung                                             | Ulf Sundqvist       | SDP        | 9. September 1974  | 13. Juni 1975      |
| Minister im Bildungsministerium                     | Marjatta Väänänen   | KESK       | 4. September 1972  | 13. Juni 1975      |
| Land- und Forstwirtschaft                           | Erkki Haukipuro     | KESK       | 4. September 1972  | 31. Juli 1973      |
| Land- und Forstwirtschaft                           | Heimo Linna         | KESK       | 1. August 1973     | 13. Juni 1975      |
| Verkehr                                             | Pekka Tarjanne      | LKP        | 4. September 1972  | 13. Juni 1975      |
| Handel und Industrie                                | Grels Teir          | RKP        | 4. September 1972  | 31. Dezember 1972  |
| Handel und Industrie                                | Jan-Magnus Jansson  | RKP        | 1. Januar 1973     | 30. September 1974 |
| Handel und Industrie                                | Kristian Gestrin    | RKP        | 1. Oktober 1974    | 13. Juni 1975      |
| Minister im Ministerium für Handel und Industrie    | Jussi Linnamo       | SDP        | 4. September 1972  | 5. Mai 1973        |
| Minister im Ministerium für Handel und Industrie    | Jermu Laine         | SDP        | 5. Mai 1973        | 13. Juni 1975      |
| Soziales und Gesundheit                             | Seija Karkinen      | SDP        | 4. September 1972  | 13. Juni 1975      |
| Minister im Ministerium für Soziales und Gesundheit | Pentti Pekkarinen   | KESK       | 4. September 1972  | 20. Januar 1975    |
| Minister im Ministerium für Soziales und Gesundheit | Reino Karpola       | KESK       | 7. Februar 1975    | 13. Juni 1975      |
| Arbeit                                              | Valde Nevalainen    | SDP        | 4. September 1972  | 13. Juni 1975      |